# くすりのありあけ
株式会社くすりのありあけは、かつて福岡県大牟田市に本社をおき、九州各地に存在したドラッグストアである。

## 沿革
- 1970年5月 - ありあけ薬品店創業
- 1981年10月 - くすりのありあけ1号店オープン
- 1987年7月 - 株式会社くすりのありあけ設立
- 2007年5月 - 福岡地方裁判所に民事再生手続開始を申請
- 2007年5月21日 - 民事再生手続開始
- 2008年12月10日 - 再生手続廃止決定により破産手続移行
- 2008年12月31日 - 全店舗閉鎖